# Introductio ad Historiam Naturalem
Introductio ad Historiam Naturalem (abreviado Introd. Hist. Nat.) es un libro con ilustraciones y descripciones botánicas que fue escrito por el médico y naturalista ítalo-austríaco, Giovanni Antonio Scopoli. Se publicó en el año 1777, con el nombre de Introductio ad Historiam Naturalem Sistens Genera Lapidum, Plantarum et Animalium Hactenus Detecta, Caracteribus Essentialibus Donata, in Tribus Divisa, Subinde ad Leges Naturae. Pragae.